# Konstantin Makovsky
Konstantin Yegorovich Makovsky (em russo:  Константин Егорович Маковский; Moscou, 20 de junho de 1839 - São Petersburgo, 17 de setembro de 1915) foi um influente pintor russo, afiliado ao "Peredvizhniki (Wanderers)". Muitas de suas pinturas históricas, como Beneath the Crown (1889), também conhecido como O traje da noiva russa e Antes do casamento, mostravam uma visão idealizada da vida russa dos séculos anteriores. Ele é frequentemente considerado um representante da arte acadêmica. 

## Biografia

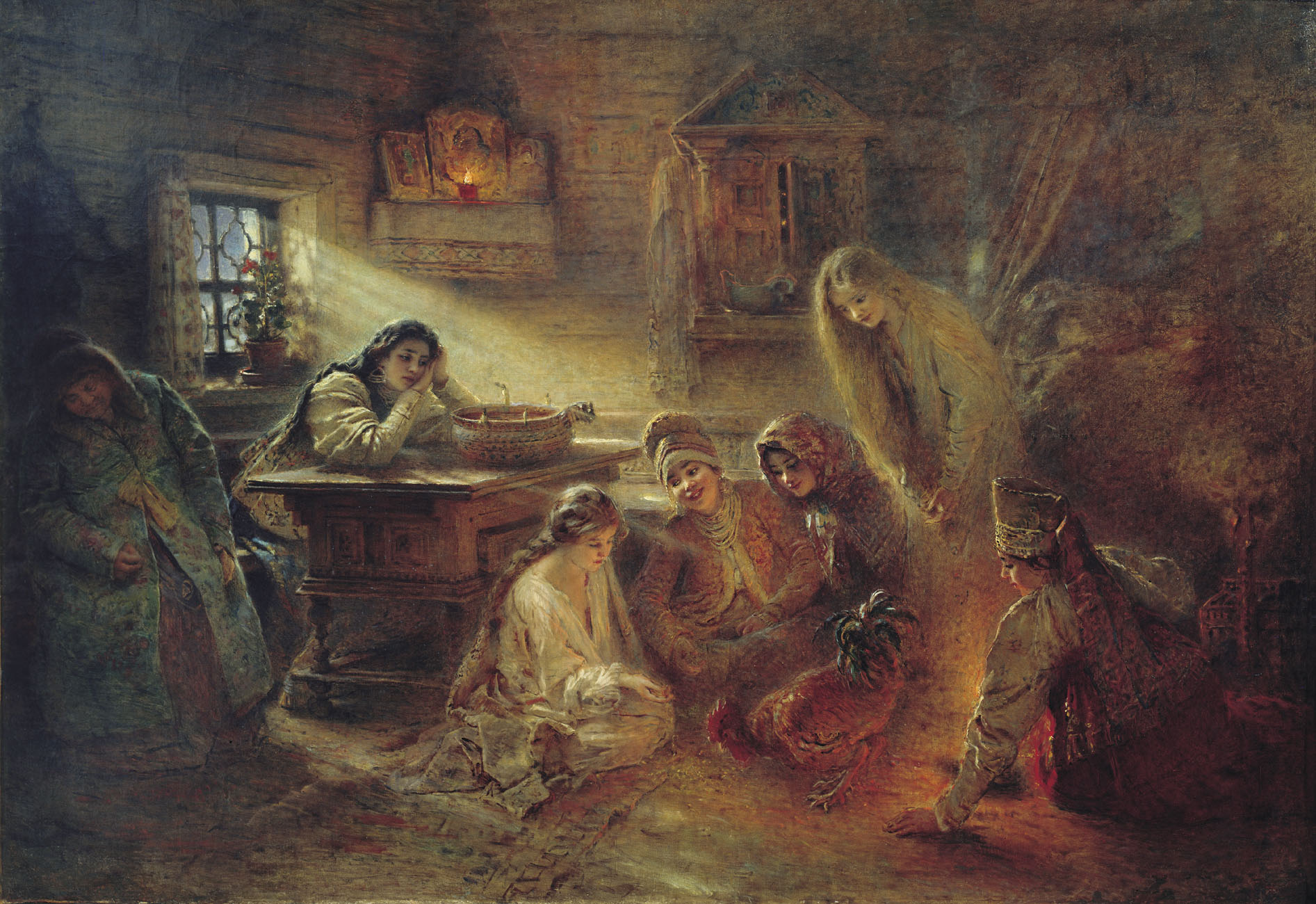
Adivinhação de Cristo. Pinturas históricas da vida camponesa russa tornaram Konstantin Makovsky popular na Rússia

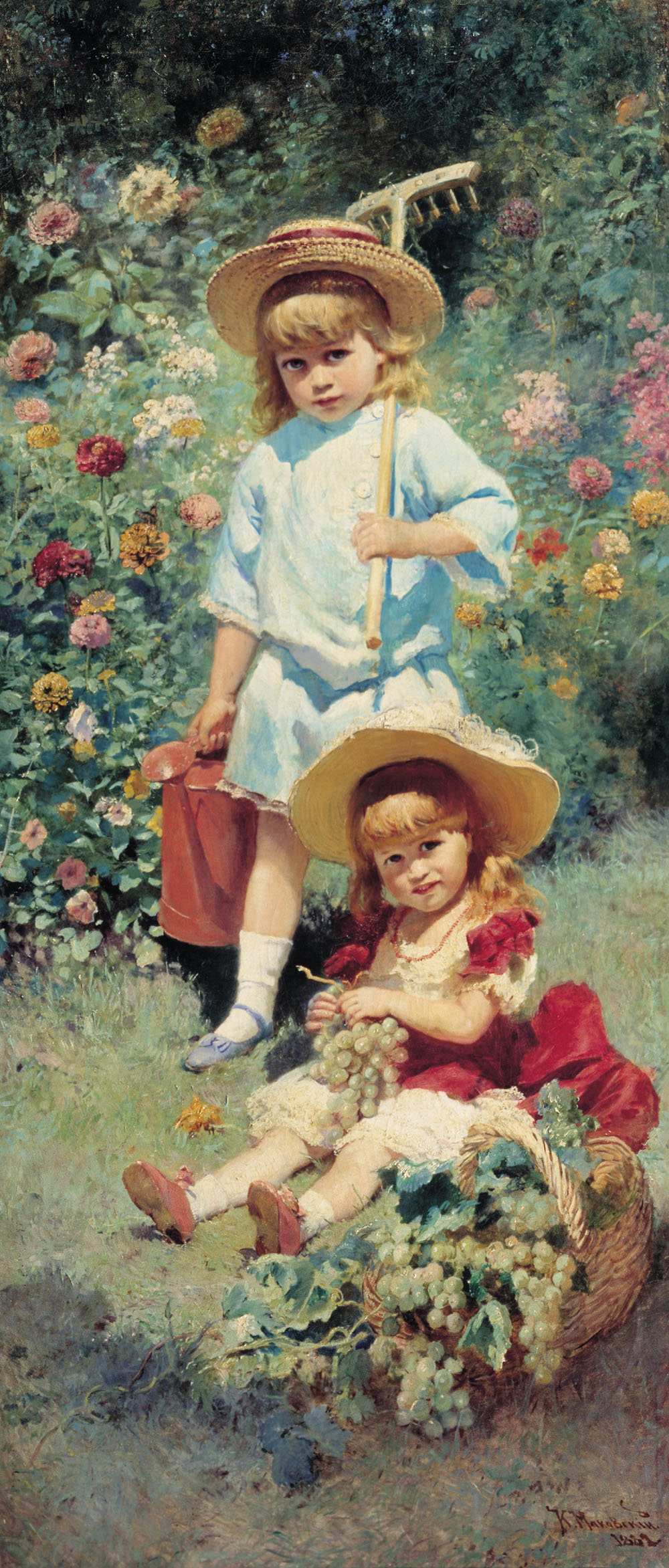
Filhos do Artista, 1882

Konstantin Makovsky nasceu em Moscou. Seu pai era a figura de arte russa e pintor amador, Yegor Ivanovich Makovsky. Sua mãe era compositora e esperava que seu filho um dia seguisse seus passos. Seus irmãos mais novos Vladimir e Nikolay e sua irmã Alexandra também se tornaram pintores.
Em 1851, Makovsky ingressou na Escola de Pintura, Escultura e Arquitetura de Moscou, onde se tornou o melhor aluno, recebendo facilmente todos os prêmios disponíveis. Seus professores eram Karl Bryullov e Vasily Tropinin. As inclinações de Makovsky ao romantismo e os efeitos decorativos podem ser explicados pela influência de Bryullov. 
Embora a arte fosse sua paixão, ele também considerou o que sua mãe queria que ele fizesse. Ele partiu em busca de compositores a quem pudesse se referenciar e foi primeiro à França. Antes, ele sempre fora um amante da música clássica e ouvia muitas peças. Ele sempre desejou poder mudar a melodia ou o estilo de alguns deles para torná-los mais agradáveis. Mais tarde em sua vida, tornou-se realidade. 
Em 1858, Makovsky entrou na Academia Imperial de Artes de São Petersburgo. Desde 1860, ele participou de exposições da Academia com pinturas como Curing of the Blind (1860) e Agents of the False Dmitry matam o filho de Boris Godunov (1862). Em 1863, Makovsky e treze outros estudantes fizeram um protesto contra a definição de tópicos da Academia pela mitologia escandinava na competição pela Grande Medalha de Ouro da Academia; todos deixaram a academia sem um diploma formal.

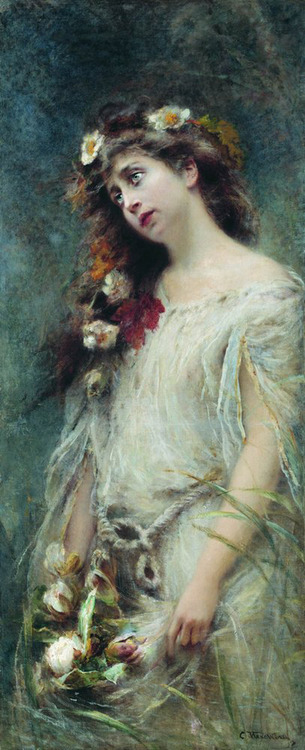
Ofélia de Makovsky

Makovsky tornou-se membro de uma cooperativa de artistas liderados por Ivan Kramskoi, produzindo tipicamente pinturas dos Wanderers na vida cotidiana (Viúva 1865, Herring-seller 1867, etc.). Em 1870 ele se tornou membro fundador da Society for Traveling Art Exhibitions e continuou a trabalhar em pinturas dedicadas à vida cotidiana. Ele exibiu seus trabalhos tanto nas exposições da Academia quanto nas Exposições de Arte dos Viajantes. 
Uma mudança significativa em seu estilo ocorreu depois de viajar para o Egito e a Sérvia em meados da década de 1870. Seus interesses mudaram de problemas sociais e psicológicos para problemas artísticos de cores e formas. 
Na década de 1880, ele se tornou um autor de moda de retratos e pinturas históricas. Na Feira Mundial de 1889, em Paris, recebeu a Grande Medalha de Ouro por suas pinturas Morte de Ivan, o Terrível, O Julgamento de Paris, e Demon e Tamara. Ele foi um dos artistas russos mais apreciados e mais bem pagos de sua época. Muitos críticos o consideravam um renegado dos ideais dos andarilhos, produzindo (como Henryk Siemiradzki) obras impressionantes, mas superficiais enquanto outros o vêem como um precursor do impressionismo russo. 
Makovsky morreu em 1915 quando sua carruagem foi atropelada por um bonde elétrico em São Petersburgo. 

## Trabalhos selecionados

Um banquete de casamento de Boyar
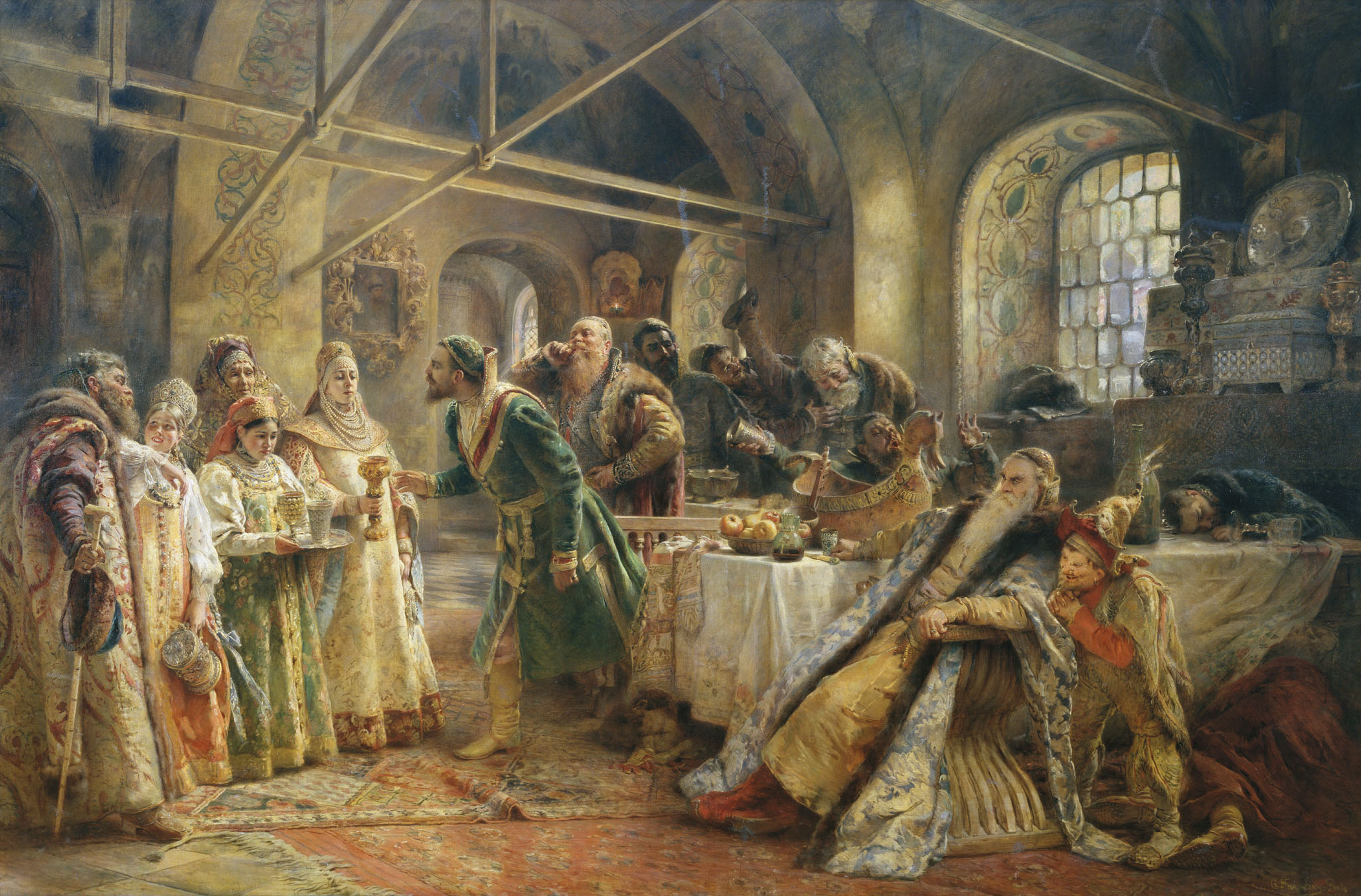
Cerimônia de beijo
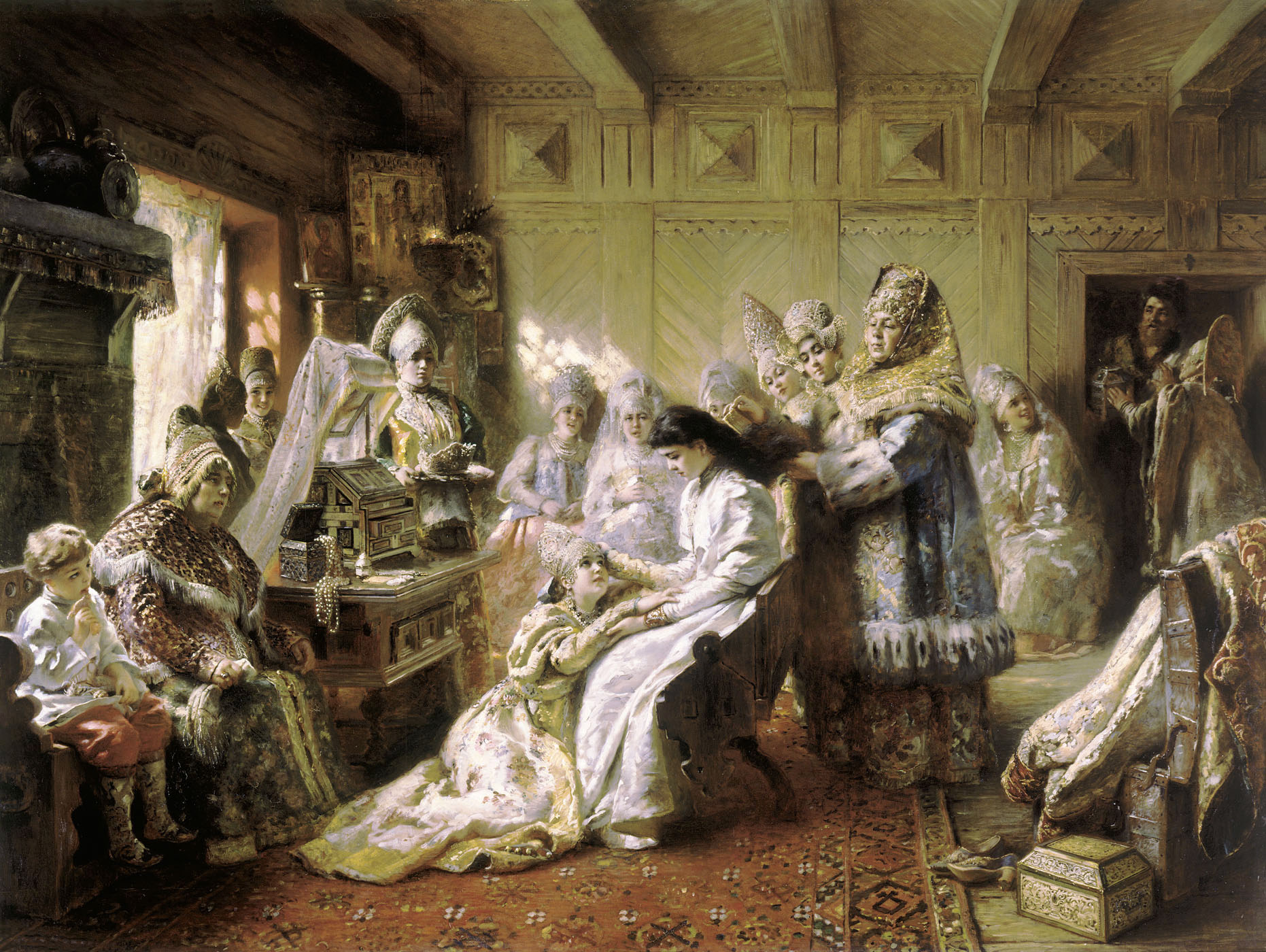
Debaixo da Coroa / Vestuário da Noiva Russa / Antes do Casamento
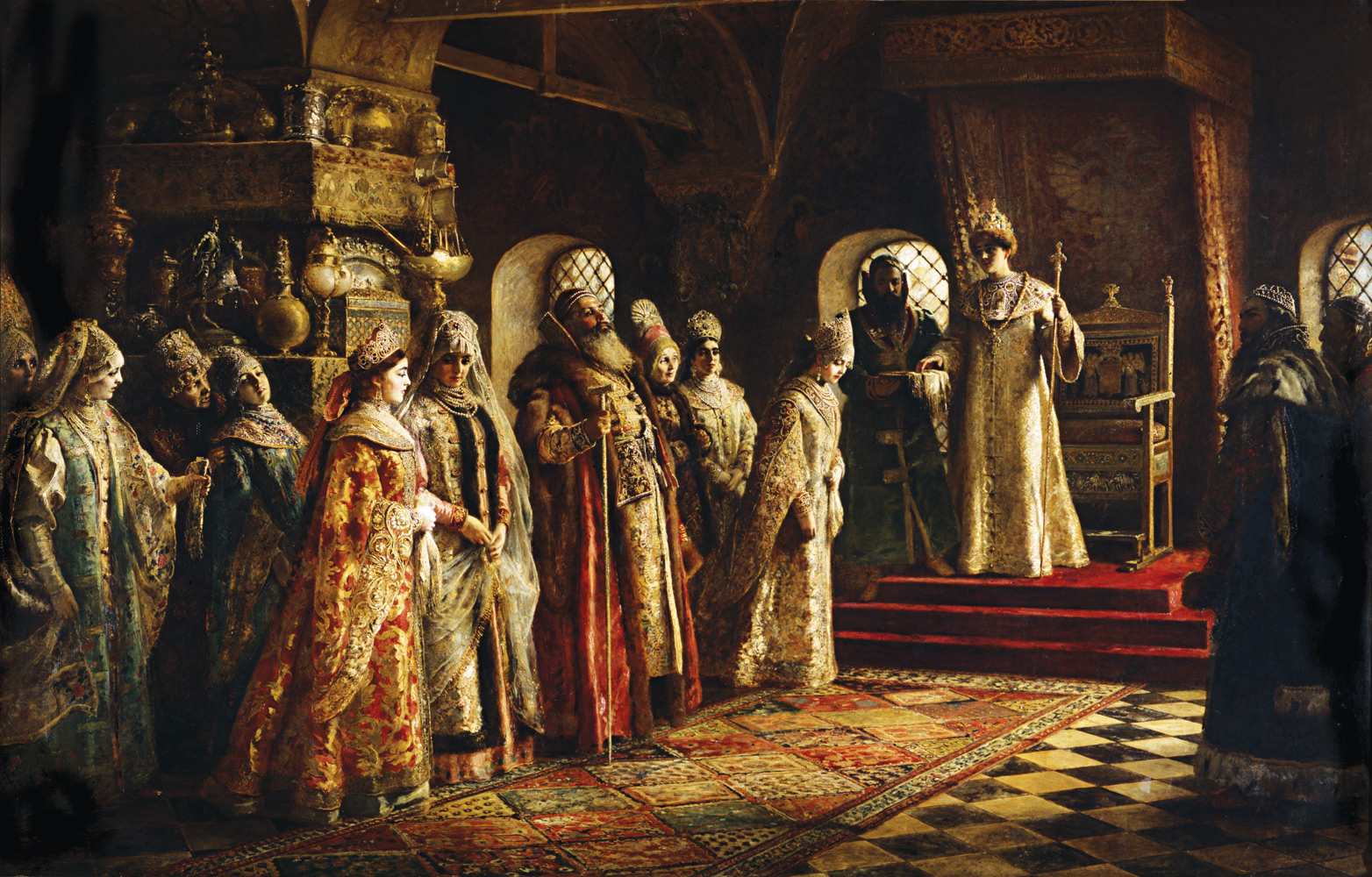
Noiva-show
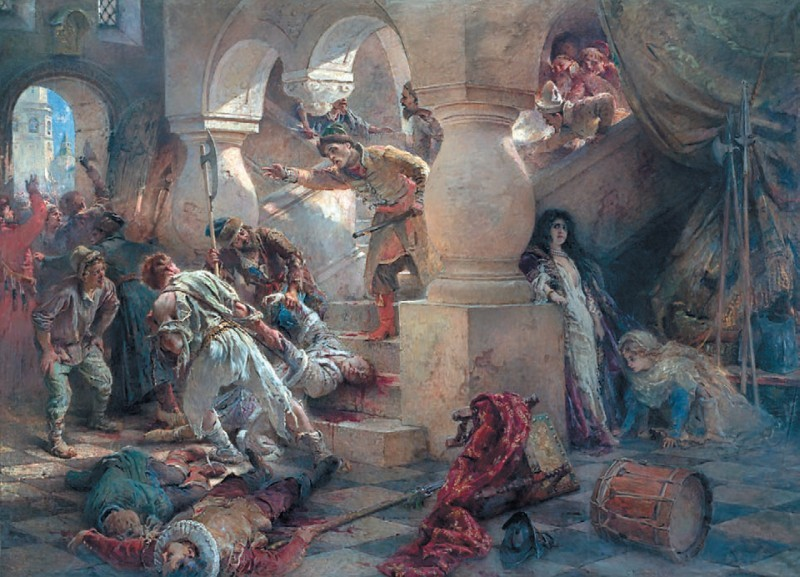
O assassinato de Dmitry falso
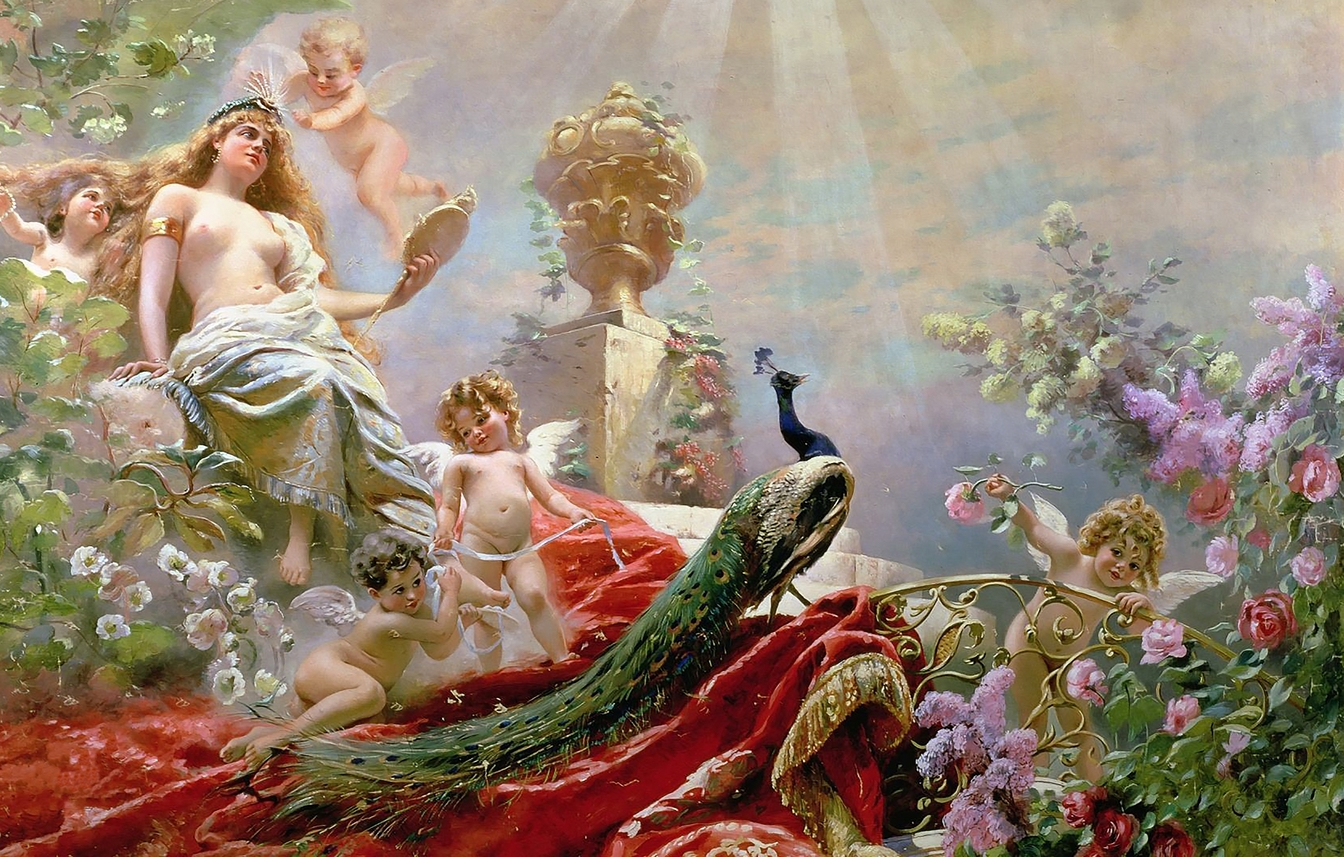
O banheiro de Vênus
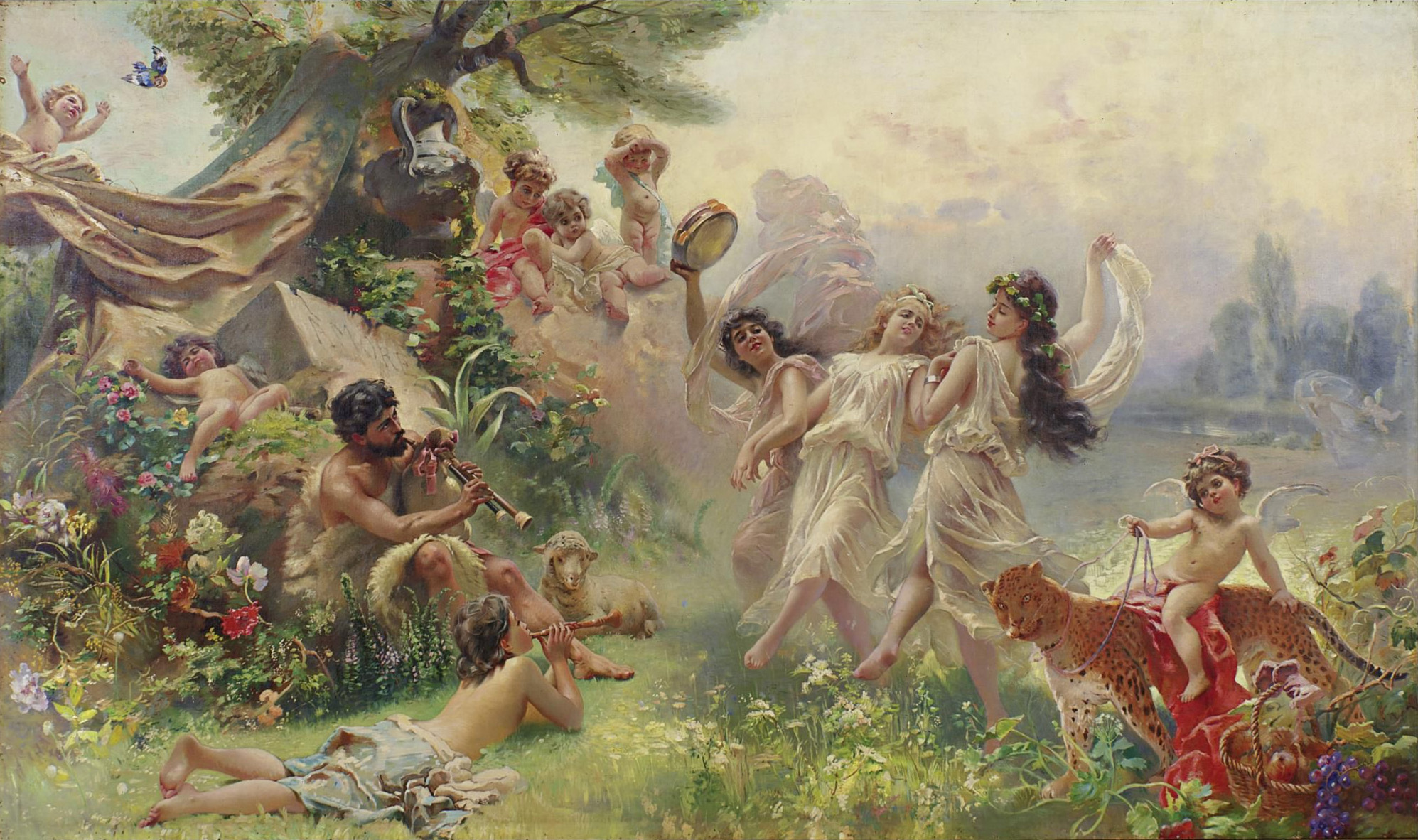
Happy Arcadia
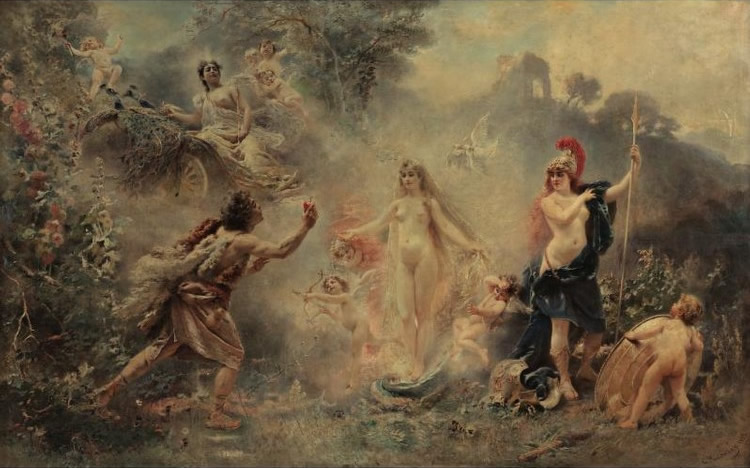
O julgamento de Paris
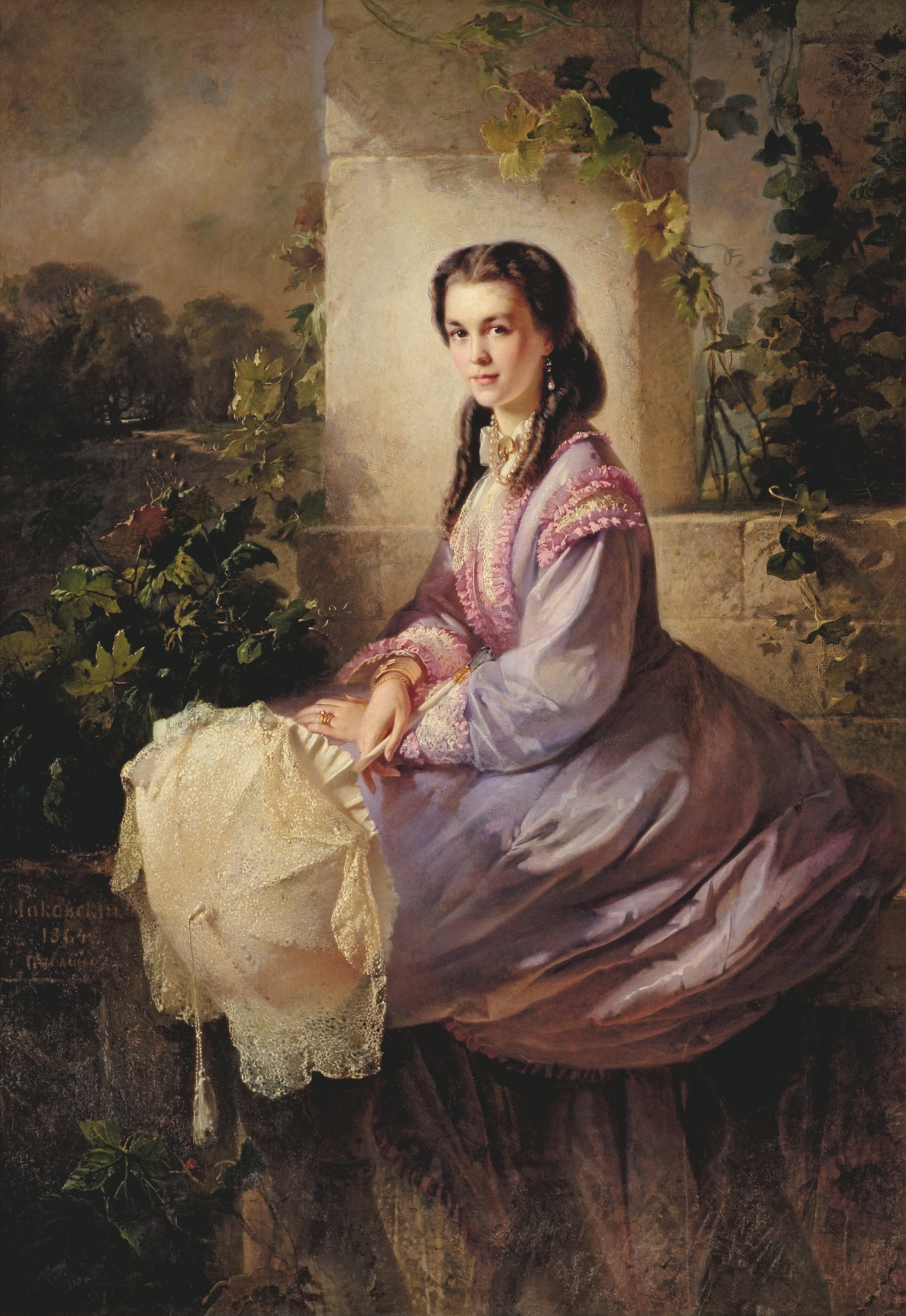
Retrato de SL Stroganova
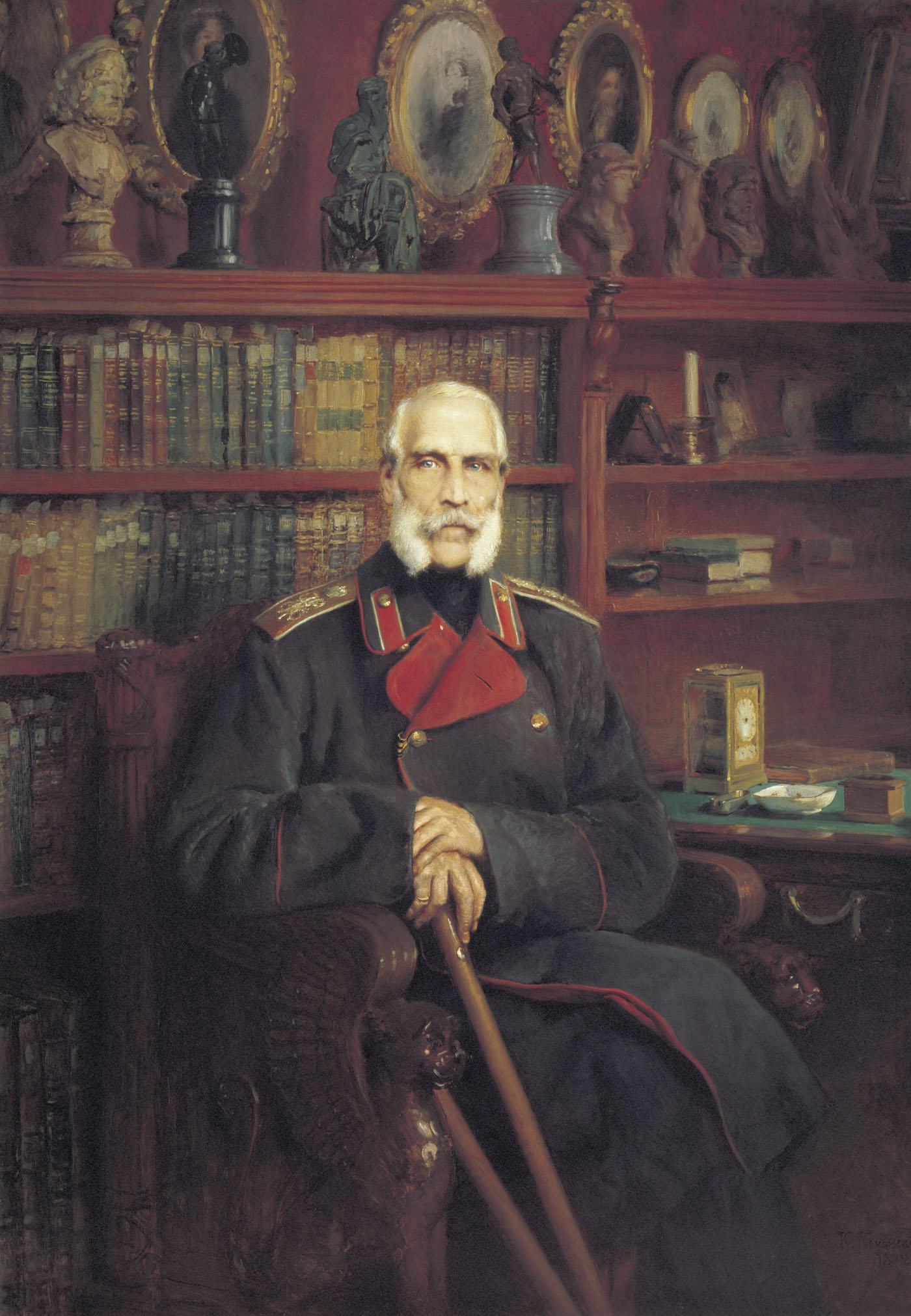
Retrato de Sergei Stroganov
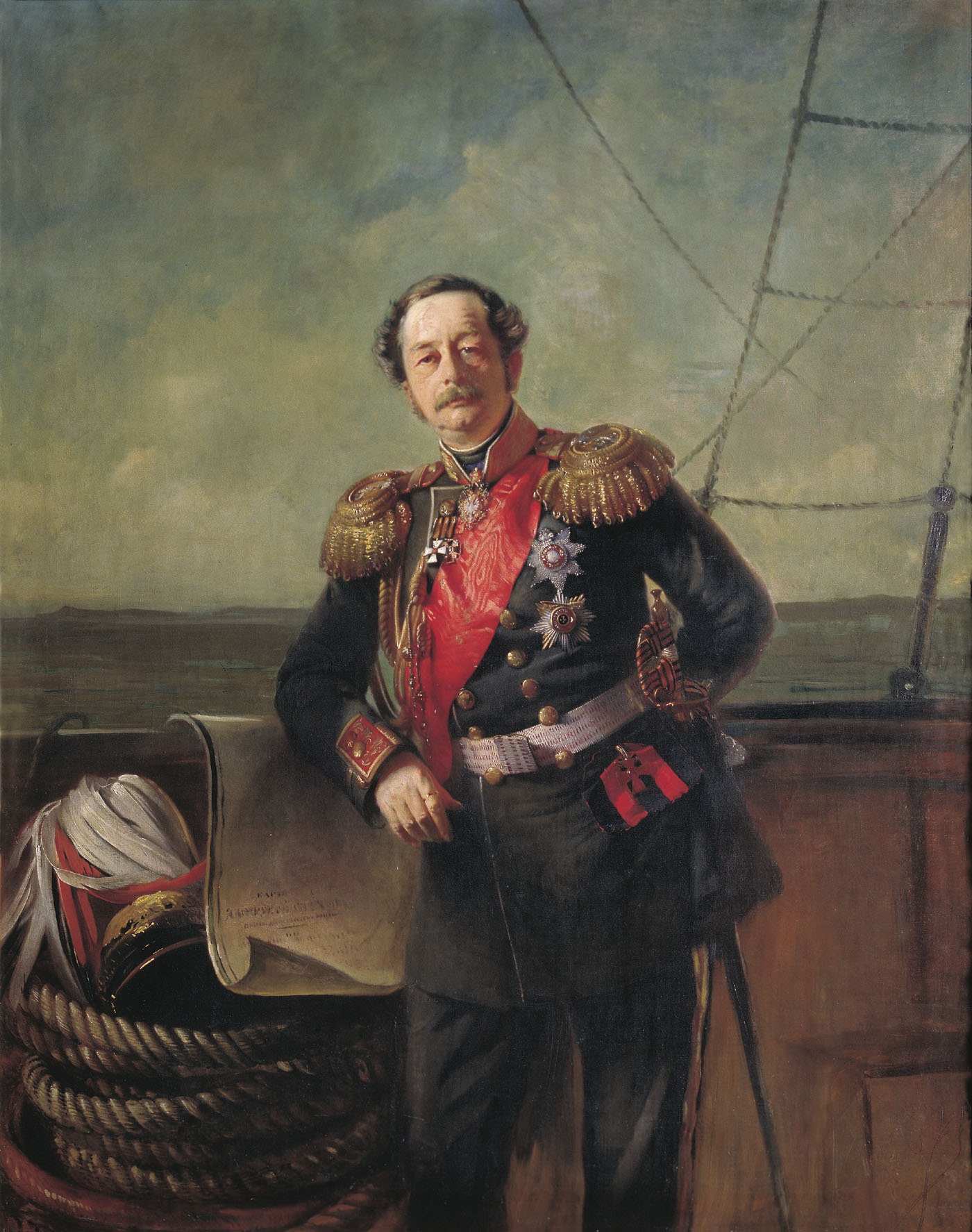
Retrato de Muraviev-Amursky
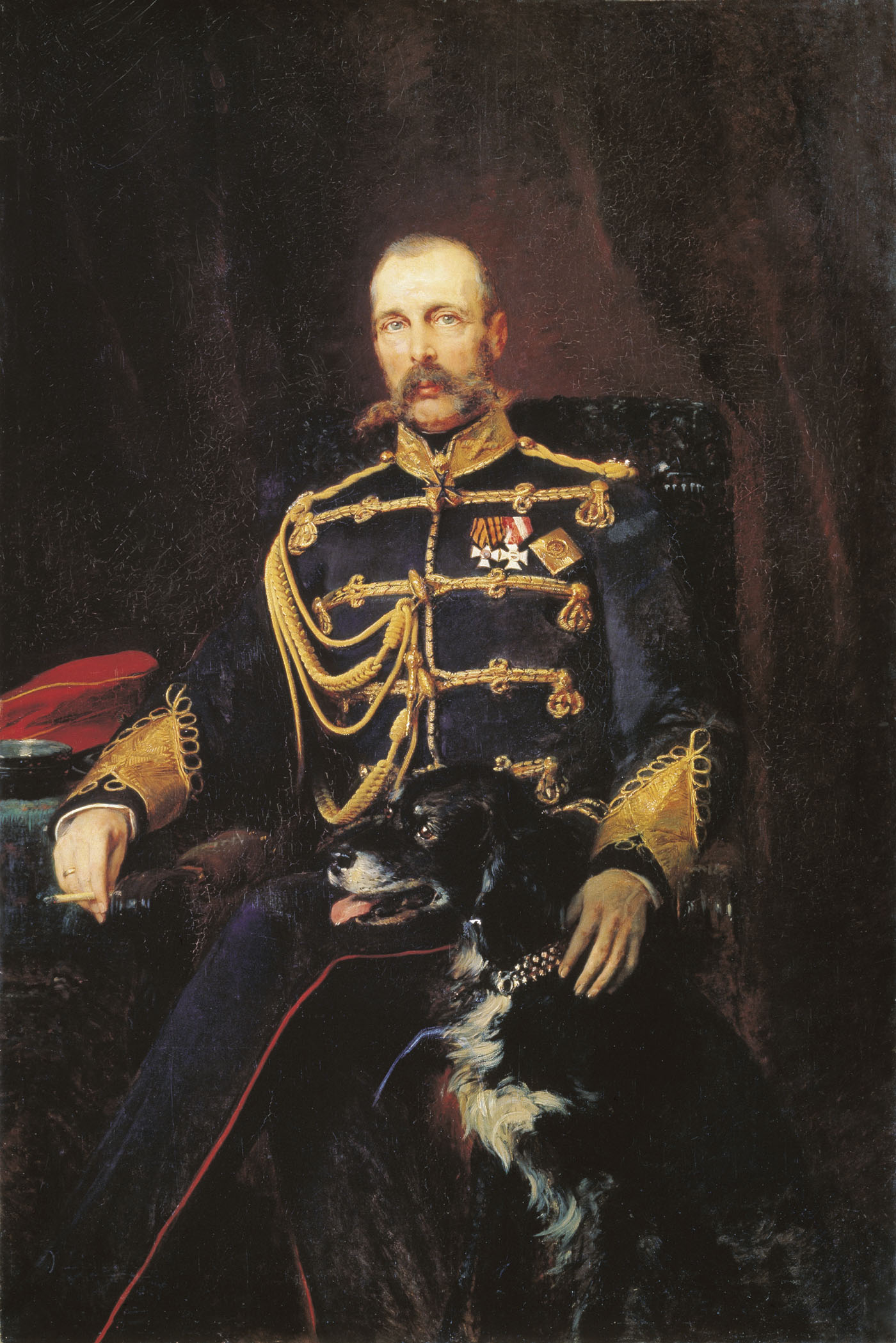
Czar Alexandre II